# Santa Rita do Tocantins
Santa Rita do Tocantins är en kommun i Brasilien.   Den ligger i delstaten Tocantins, i den centrala delen av landet, 600 km norr om huvudstaden Brasília. Antalet invånare är 2 128.
Omgivningarna runt Santa Rita do Tocantins är huvudsakligen savann. Trakten runt Santa Rita do Tocantins är nära nog obefolkad, med mindre än två invånare per kvadratkilometer.